# مقرنات
مُقَرَّنَات (الاسم العلمي: Ascocerida)، رتبة رخويات منقرضة صغيرة نسبيًا وشاذة، من طويئفة مستقيماوات القرن معروفة فقط من رواسب العصر الأوردوفيشي والعصر السيلوري في أوروبا وأمريكا الشمالية، وتتميز بشكل فريد بمحارة لبنية تتكون من جزء مخروطي طويل لصغار وجزء بالغ من الصدفة مخروطي قصير متضخم ينفصل في وقت ما في مرحلة البلوغ.